# Lípa u zámeckého pivovaru
Lípa u zámeckého pivovaru je památný strom, vysoká lípa velkolistá (Tilia platyphyllos). 

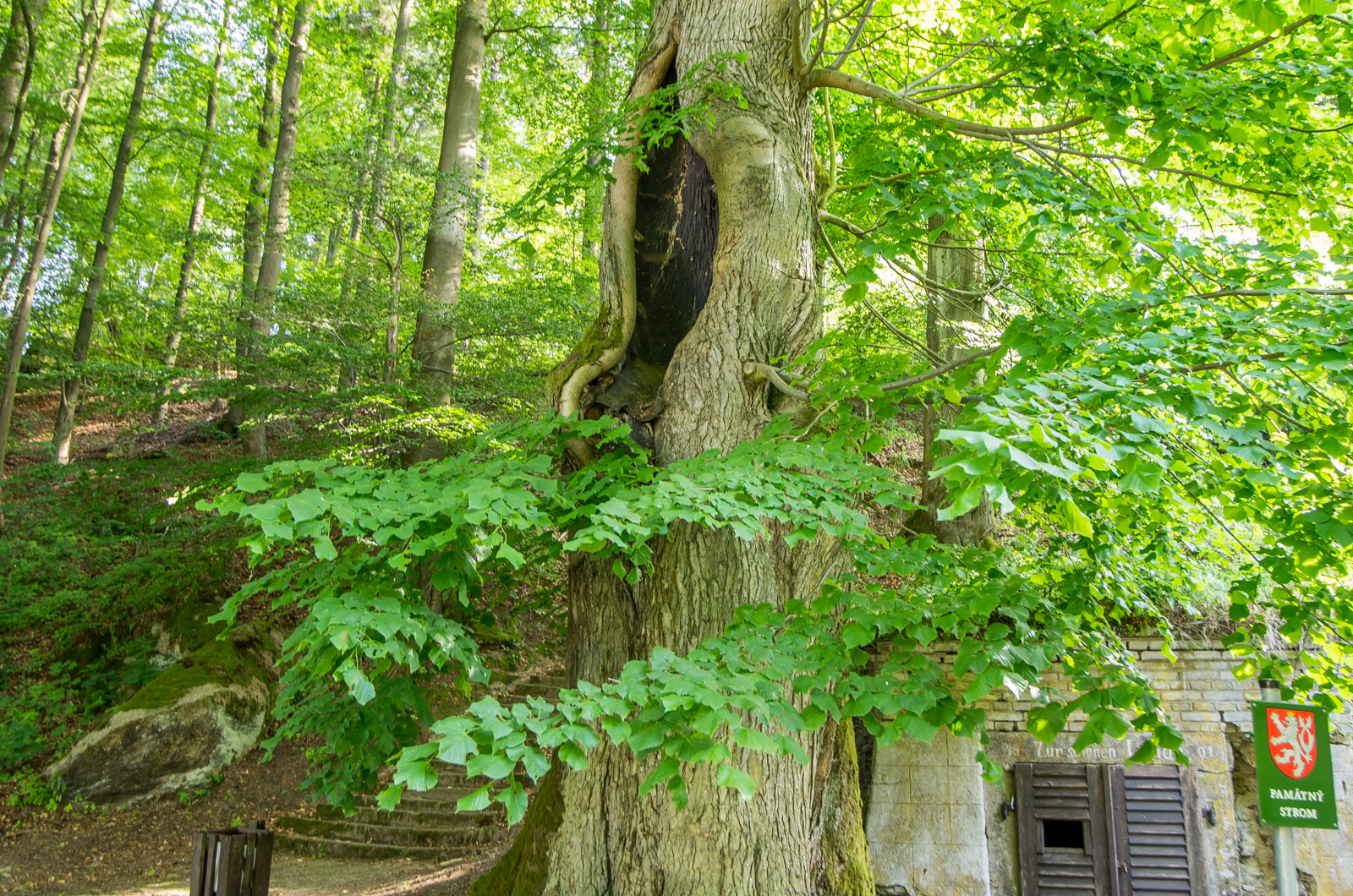
detail kmene

Jedná se o nejmohutnější lípu v kynžvartském zámeckém parku v okrese Cheb v Karlovarském kraji. Strom s dutým kmenem roste jihozápadně od zámku, vedle vchodu do bývalého pivovarského sklepa. Tím, že roste pod svahem, je lípa poměrně nenápadná. Naopak nápadný je obrovský otvor po vylomené jedné ze dvou kosterních větví, na které se kmen ve výšce čtyř metrů dělí. Dutina je konzervována, kosterní větve staženy. Před stromem je instalována informační tabule. Strom má měřený obvod 617 cm, výšku 36,5 m (měření 2010). Za památný byl vyhlášen v roce 1995 jako strom významný svým vzrůstem, historicky důležitý strom, významný stářím.

## Stromy v okolí
- Dub u zámeckého statku
- Lípa za kynžvartským kostelem
- Douglaska pod obeliskem dvou císařů
- Kynžvartský smrk
- Pastýřský buk